# Enriqueta Reza
Enriqueta Reza (Acapulco, Guerrero, Mèxic; 3 d'abril de 1893-17 de setembre de 1968) va ser una actriu mexicana de la Època d'Or del cinema mexicà.

## Biografia
Enriqueta Reza es va iniciar al cinema l'any 1943 amb la pel·lícula Toros, amor y gloria. Va filmar un total de 67 pel·lícules, l'última va ser l'any de 1968, Los recuerdos del porvenir, al costat de Pedro Armendáriz Jr.
Ella va ser guanyadora del premi Ariel en el seu IV lliurament, com a millor actriu de repartiment de 1950 en la pel·lícula Una familia de tantas i nominada com a millor paper incidental en la pel·lícula Canaima.
El seu rostre i actuació van ser peces importants que van utilitzar els millors directors, les seves pel·lícules més recordades són: En la palma de tu mano amb Arturo de Córdova, La malquerida i Rosauro Castro amb Pedro Armendáriz, El siete machos amb Cantinflas, Dueña y señora amb Sara García, Los bandidos de Río Frío amb Luis Aguilar, Lluvia roja i El ahijado de la muerte amb Jorge Negrete, entre d'altres.
En la seva joventut va tenir la seva pròpia companyia de teatre i va ser un dels grans talents del cinema mexicà igual que els integrants de la família que van deixar empremta al cinema de la Època d'Or del cinema mexicà: els germans Miguel i Lupe Inclán. Va aconseguir crear personatges inoblidables, com la remeiera a Deseada (Roberto Gavaldón, 1950) i la perversa minyona a Gemma (René Cardona, 1951).
Va morir un 17 de setembre de 1968 i va ser sepultada al lot d'actors del Panteón Jardín de la Ciutat de Mèxic.

## Premis
Premis Ariel
| Any  | Categoria                      | Pel·lícula            | Resultat  |
| ---- | ------------------------------ | --------------------- | --------- |
| 1947 | Millor Paper Incidental Femení | Canaima               | Nominat   |
| 1950 | Actriu de quadre               | Una familia de tantas | Guanyador |